# Monahans
Monahans ist die Bezirkshauptstadt und Sitz der Countyverwaltung (County Seat) des Ward County im US-Bundesstaat Texas in den Vereinigten Staaten. Ein sehr kleiner Teil der Stadt gehört zum benachbarten Winkler County. Das U.S. Census Bureau hat bei der Volkszählung 2020 eine Einwohnerzahl von 7.836 ermittelt.

## Geographie
Die Stadt liegt an der Zusammenführung der Interstate 20 mit der Farm Road 18, rund 55 Kilometer südwestlich von Odessa, im Westen von Texas, etwa 40 Kilometer südöstlich der südöstlichsten Ecke von New Mexico und hat eine Gesamtfläche von 64,3 km².

## Demografische Daten
Nach der Volkszählung im Jahr 2000 lebten hier 6.821 Menschen in 2.496 Haushalten und 1.837 Familien. Die Bevölkerungsdichte betrug 106,2 Einwohner pro km². Ethnisch betrachtet setzte sich die Bevölkerung zusammen aus 79,30 % weißer Bevölkerung, 5,16 % Afroamerikanern, 0,35 % amerikanischen Ureinwohnern, 0,35 % Asiaten, 0,04 % Bewohnern aus dem pazifischen Inselraum und 12,51 % aus anderen ethnischen Gruppen. Etwa 2,29 % waren gemischter Abstammung und 43,66 % der Bevölkerung waren spanischer oder lateinamerikanischer Abstammung.
Von den 2.496 Haushalten hatten 38,3 % Kinder unter 18 Jahre, die im Haushalt lebten. 56,4 % davon waren verheiratete, zusammenlebende Paare. 13,5 % waren allein erziehende Mütter und 26,4 % waren keine Familien. 24,3 % aller Haushalte waren Singlehaushalte und in 12,7 % lebten Menschen, die 65 Jahre oder älter waren. Die Durchschnittshaushaltsgröße betrug 2,68 und die durchschnittliche Größe einer Familie belief sich auf 3,19 Personen.
30,3 % der Bevölkerung waren unter 18 Jahre alt, 8,2 % von 18 bis 24, 25,7 % von 25 bis 44, 21,5 % von 45 bis 64, und 14,3 % die 65 Jahre oder älter waren. Das Durchschnittsalter war 36 Jahre. Auf 100 weibliche Personen aller Altersgruppen kamen 93,1 männliche Personen. Auf 100 Frauen im Alter von 18 Jahren und darüber kamen 89,4 Männer.

Das jährliche Durchschnittseinkommen eines Haushalts betrug 30.349 USD, das Durchschnittseinkommen einer Familie 36.726 USD. Männer hatten ein Durchschnittseinkommen von 31.307 USD gegenüber den Frauen mit 18.086 USD. Das Prokopfeinkommen betrug 14.100 USD. 16,5 % der Bevölkerung und 14,7 % der Familien lebten unterhalb der Armutsgrenze. Davon waren 17,1 % Kinder und Jugendliche unter 18 Jahren und 18,1 % waren 65 oder älter.

## Söhne und Töchter der Stadt
- Deanna Dunagan (* 1940), Schauspielerin
- Guy Clark (1941–2016), Countrysänger
- Eileen Wilks (* 1952), „USA Today“-Bestseller-Autorin